# Tamada
Tamada – stolica historycznej diecezji w starożytnej prowincji rzymskiej Mauretania Caesariensis, znajdującej się w północno-zachodniej Afryce, jedno z katolickich biskupstw tytularnych, ustanowione w 1933.

## Biskupi tytularni
| Lp. | Biskup                       | Funkcja                                                          | Od                   | Do             |
| --- | ---------------------------- | ---------------------------------------------------------------- | -------------------- | -------------- |
| 1   | José Ivo Lorscheiter         | biskup pomocniczy Porto Alegre (Brazylia)                        | 12 listopada 1965    | 5 lutego 1974  |
| 2   | Antônio Carlos Mesquita      | biskup koadiutor Oliveira (Brazylia)                             | 8 kwietnia 1974      | 6 marca 1977   |
| 3   | Santos Abril y Castelló      | nuncjusz apostolski archiprezbiter Bazyliki Matki Bożej Większej | 29 kwietnia 1985     | 18 lutego 2012 |
| 4   | Aldo Giordano                | nuncjusz apostolski                                              | 26 października 2013 | 2 grudnia 2021 |
| 5   | Frank Leo                    | biskup pomocniczy Montrealu (Kanada)                             | 16 lipca 2022        | 11 lutego 2023 |
| 6   | Carlos Alberto Santos García | biskup pomocniczy Monterrey (Meksyk)                             | 13 maja 2023         |                |